# Die X-15 startklar
Die X-15 startklar (Originaltitel: X-15) ist ein US-amerikanischer Science-Fiction-Film von Richard Donner aus dem Jahr 1961 mit David McLean, Charles Bronson, Ralph Taeger und Brad Dexter in den Hauptrollen. Der Film wurde von der Essex Productions für die Produktionsfirma MGM nach einer Geschichte von Tony Lazzarino produziert, der auch das Drehbuch schrieb. Es war Donners Regiedebüt bei einem Kinofilm.

## Handlung
Zum experimentellen X-15-Programm auf der Edwards Air Force Base gehören auch hartgesottene Testpiloten: Matt Powell, Oberstleutnant Brandon Lee und Maj. Ernest Wilde. Das High-Speed-Programm wird von Projektleiter Tom Deparma und U.S. Air Force Col. Craig Brewster überwacht. Für den geplanten Raketenstart, ausgehend von einer Boeing B-52, erleben die Testpiloten psychische und physische Belastungsanforderungen, die sie mit ihren Ehefrauen und Freundinnen teilen.
Getestet wird am Limit. Rückschläge inklusive eines Beinahe-Desasters, als ein Motor am Boden explodiert, stellen die Nervenkostüme aller Beteiligten auf eine harte Zerreißprobe. Aber mehr und mehr beginnt das waghalsige Programm Früchte zu tragen. Die X-15 stellt Geschwindigkeits- und Höhenrekorde auf. Eine gekonnte Führung der X-15 führt am Ende zu einer sicheren Landung und rettet Powell das Leben, allerdings wird Oberstleutnant Brandon bei dem Absturz einer Maschine getötet. Powell selbst fliegt die X-15 dann hinaus in den Weltraum für den abschließenden Test.

## Kritiken
„Der Einsatz von Testpiloten auf einem amerikanischen Gelände für Versuchsraketen. Überwiegend technisch orientierter Spielfilm, dessen spärliches Interesse am Privatleben der Piloten kein hinreichendes Gegengewicht zu liefern vermag.“

## Produktionsnotizen
Die Spezialeffekte kamen von Gerald T. Boylan, Jack Freeman, Robert L. Loahff, A. Paul Pollard und Raymond P. Santini. Die Bauten stammen von Rolland M. Brooks. Tonmeister war Victor B. Appel. Die Ausstattung schufen Arden Cripe und Harold Michelson. Die Kostüme lieferte Wesley Jeffries. Bernard Ponedel sowie Mary Westmoreland zeichneten für Maske und Frisuren verantwortlich. Produktionsleiter war John Pommer. Drehort war die Edwards Air Force Base in Kalifornien in den USA.

## Uraufführungen
- USA: 22. Dezember 1961
- Deutschland: 30. März 1962[2]